# Dhi Qar
Dhi Qar (arabisch ذي قار, DMG Ḏī Qār) ist ein irakisches Gouvernement mit einer Fläche von 12.900 km². 2003 lebten hier 1.454.200 Menschen. Die Hauptstadt ist Nasiriya. Zusammen mit Maisan und Basra plant Dhi Qar die Bildung einer autonomen Region.
Die Distrikte der Provinz sind:
- al-Dschubayisch
- Nasiriya
- ar-Rifa'i
- asch-Schatra
- Suq asch-Schuyuch

Am 15. Oktober 2005 stimmten von 463.710 Wähler 97,15 % mit Ja für die neue Verfassung. 